# Helsingør
Helsingør je přístavní město na ostrově Sjælland na severovýchodě Dánska, 40 km severně od Kodaně. Leží při severním ústí mořského průlivu Øresund naproti o něco většímu švédskému městu Helsingborg, vzdálenému jen 4,5 km, což představuje 20 minut plavby trajektem. Helsingør, významný dopravní uzel mezi Dánskem a Švédskem, je sídlem obce, která na rozloze 122 km² zahrnuje 61 000 obyvatel.

## Historie
Nejstarší zmínka o Helsingøru se datuje k roku 1231, z téže doby se dochoval i nejstarší městský kostel, dnešní katedrála sv. Olafa. V roce 1426 povýšil král Erik VII. Pomořanský Helsingør na město a dal na poloostrově vybíhajícím do Øresundu zbudovat hrad, který od roku 1429, spolu s pevností v protějším Helsingborgu (do roku 1648 byl i tento břeh dánský) sloužil k vybírání tzv. sundského cla z lodí plujících mezi Severním a Baltským mořem. Vybírání cla bylo zrušeno až roku 1857. Hrad byl v letech 1574 až 1584 přebudován na monumentální renesanční zámek a po požáru roku 1629 obnoven v letech 1635 až 1640.

## Pamětihodnosti
Ve světě se město proslavilo Shakespearovou hrou Hamlet, ve které vystupuje pod jménem Elsinore (v českých překladech tradičně přepisováno jako Elsinor). Každým rokem se zde koná mezinárodní divadelní Hamletův festival (od roku 1916 do roku 1955, obnoven 1985).
- zámek Kronborg
- zámek Marienlyst
- katedrála sv. Olafa
- gotický klášter karmelitánů s kostelem Panny Marie – jediný v úplnosti dochovaný středověký klášter v severských zemích
- Dánské technické muzeum (Danmarks Tekniske Museum)

## Partnerská města
- Gdańsk, Polsko
- Harstad, Norsko
- Lake Elisinore, Kalifornie, USA
- Sanremo, Itálie